# Seveso
Seveso é uma comuna italiana da região da Lombardia, província de Monza e Brianza, com cerca de 18.726 habitantes. Estende-se por uma área de 7 km², tendo uma densidade populacional de 2675 hab/km². Faz fronteira com Meda, Seregno, Barlassina, Cogliate, Cesano Maderno.

## Demografia
| Variação demográfica do município entre 1861 e 2011                               |
|                                                                                   |
| Fonte: Istituto Nazionale di Statistica (ISTAT) - Elaboração gráfica da Wikipedia |